# قيم ذاتية ومتجهات ذاتية

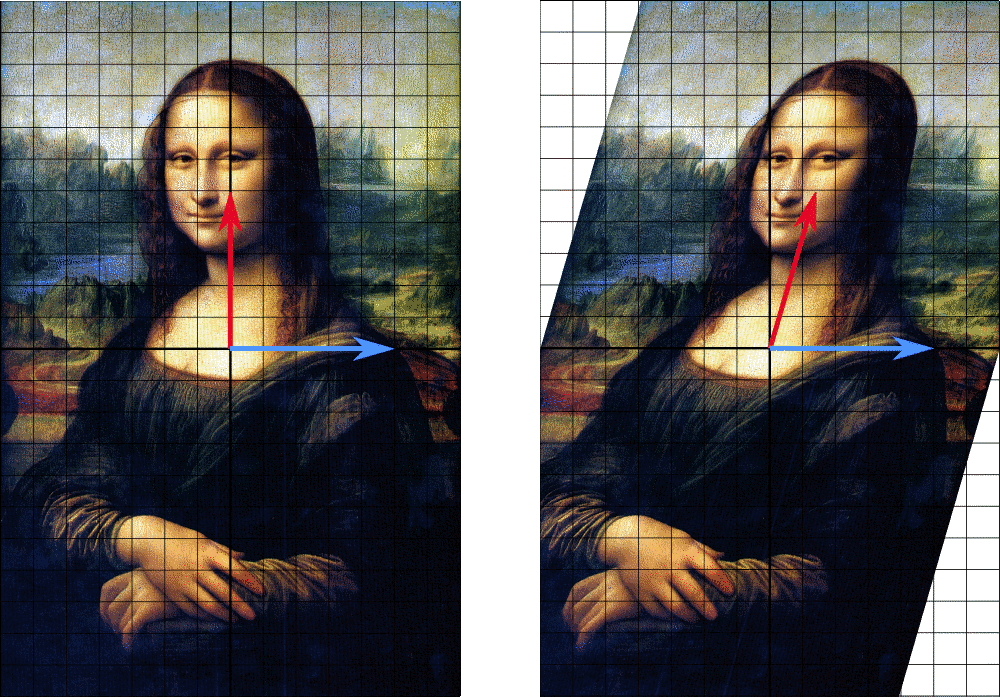
السهم الأحمر يغير اتجاهه بينما السهم الأزرق لم يغير اتجاهه. إذن ، السهم الأزرق هو متجه خاص ذو قيمة خاصية تعادل 1 بما أن طول المتجهة واتجاهها لم يتغيرا.

القيمة الخاصة والمتجه الخاص والفضاء الخاص ويقال أيضا الذاتي في الرياضيات هي اصطلاحات متعلقة بالجبر الخطي. البادئة eigen مشتقة من الألمانية (تلفظ «أيْ-غِن») وتعني الخاص (بالفرنسي charactéristique وpropre)
يهتم الجبر الخطي بدراسة التحويلات الخطية، والتي تمثلها مصفوفات مؤثرة على متجهات. تعد القيم الذاتية والمتجهات الذاتية والفراغات الذاتية خواص المصفوفة. يتم حسابها بواسطة طريقة تعطي معلومات عن المصفوفة ويمكن استعمالها في تفريق المصفوفة. لهذا النوع تطبيقاته الخاصة في مجالات الرياضيات التطبيقية وبشكل أوسع في التمويل وميكانيكا الكم.
عموماً، تؤثر مصفوفة على متجه بتغيير كلاً من قيمته واتجاهه. لكن يمكن أن تؤثر المصفوفة على بعض المتجهات بتغيير قيمها مع الإبقاء على اتجاهاتها دون تغيير (أو ربما عكسها). تمثل هذه المتجهات متجهات ذاتية للمصفوفة. تؤثر مصفوفة على متجه ذاتي بضرب قيمته بعامل معين، والذي يكون موجباً عندما لايتغير اتجاهه وسالباً إن انعكس الاتجاه. يمثل هذا العامل القيمة الذاتية المصاحبة لذلك المتجه الذاتي. يكون الفضاء الذاتي مجموعة كل المتجهات الذاتية التي لها نفس القيمة الذاتية، معاً ومع المتجه الصفري. لا يمكن تعريف المفهوم بشكل رسمي بدون متطلبات أساسية، بما فيها فهم المصفوفات والمتجهات و التحويلات الخطية.
بتعبير رسمي، إذا كانت A مصفوفة مربعة الشكل، فإن متجها لا صفريا x يكون متجها ذاتيا لA إذا وجد عدد λ حيث
{\displaystyle A\mathbf {x} =\lambda \mathbf {x} \,.}
يسمى العدد λ قيمة ذاتية لA تقابل المتجه الذاتي x.

### المتطلبات والهدف

تعمل المصفوفة A على تمديد المتجهة x, وليس على تغير اتجاهها, إذن x هي متجهة ذاتية للمصفوفة A.

## تعريف

### مثال
بالنسبة للمصفوفة A
{\displaystyle A={\begin{bmatrix}2&1\\1&2\end{bmatrix}}.}
المتجهة
{\displaystyle \mathbf {x} ={\begin{bmatrix}3\\-3\end{bmatrix}}}

مصفوفة التحويل تحافظ على المتجهات الموازية ل (باللون الأزرق) و باللون البنفسجي. النقط التي تقع على المستقيم المار من مركز المعلم، الموازي لمتجهة ذاتية، تبقى على هذا المستقيم بعد التحويل. المتجهات المبينة باللون الأحمر ليست متجهات ذاتية، هكذا، تغير اتجاهها بعد التحويل.

هي متجهة ذاتية بقيمة ذاتية مساوية ل 1. يظهر ذلك من خلال ما يلي.
{\displaystyle A\mathbf {x} ={\begin{bmatrix}2&1\\1&2\end{bmatrix}}{\begin{bmatrix}3\\-3\end{bmatrix}}={\begin{bmatrix}2\cdot 3+1\cdot (-3)\\1\cdot 3+2\cdot (-3)\end{bmatrix}}={\begin{bmatrix}3\\-3\end{bmatrix}}=1\cdot {\begin{bmatrix}3\\-3\end{bmatrix}}.}
من جهة ثانية، المتجهة
{\displaystyle \mathbf {x} ={\begin{bmatrix}0\\1\end{bmatrix}}}
ليست متجهة ذاتية بما أن
{\displaystyle {\begin{bmatrix}2&1\\1&2\end{bmatrix}}{\begin{bmatrix}0\\1\end{bmatrix}}={\begin{bmatrix}2\cdot 0+1\cdot 1\\1\cdot 0+2\cdot 1\end{bmatrix}}={\begin{bmatrix}1\\2\end{bmatrix}}.}
وهاته المتجهة ليست مضاعفا للمتجهة الأصلية x.

## مقاربة الرياضيات التفاضلية للقيمة الممتلكة
حساب حل معادلة تفاضلية من الدرجة الأولى:
على سبيل المثال، المعادلة التفاضلية البسيطة التالية (مع غض الطرف مبدئيا عن وجوب اعتبار الشروط الأولى أي عند حساب الحل):
{\displaystyle {\mathcal {}}Ax=\lambda x}

{\displaystyle {\dot {x}}+10x=0}
و لنحاول البحث عن حل هذه المعادلة. المعروف هو أنه يمكن أن نقول أن حل هذالمعادلة هو:
{\displaystyle {\mathcal {}}e^{ct}}
أي أن {\displaystyle {\mathcal {}}x=e^{ct}} وإذا عوضت {\displaystyle {\mathcal {}}x} ب {\displaystyle {\mathcal {}}e^{ct}} فإنك تتحصل على المعادلة التالية:
{\displaystyle {\frac {d}{dt}}(e^{ct})+10e^{ct}=0}
أي {\displaystyle {\mathcal {}}ce^{ct}+10e^{ct}=0}
أي بعد أن نشطب {\displaystyle {\mathcal {}}e^{ct}} من المعادلة فإنك تتحصل على المعادلة
{\displaystyle {\mathcal {}}c+10=0} وهذا بدوره يعني أن{\displaystyle {\mathcal {}}c=-10}.

## القيمة الممتلكة
في عملية الحساب أعلاه، بُسطت معادلة تفاضلية من الدرجة الأولى إلى معادلة بسيطة لحساب القيمة الممتلكة c ألا وهي المعادلة {\displaystyle -c+10=0}. يمكن تعميم هذه الطريقة أي كيفية الوصول من معادلة تفاضلية ذات درجة ثانية أو ثالثة أو غيرهما إلى المعادلة لحساب القيمة الممتلكة أو في هذه الحالة القيم الممتلكة (لأن درجة العلاقة التفاضلية تتطابق دائما مع عدد القيم الخاصة التي تحسبها حيث يكون من الضروري في هذه الحالة حل كثيرات حدود وأن تراعي طبعا أن بعض الحلول قد تكون مكررة أي أنه يجب أن تعدها عدة مرات حتى تكون هذه الملاحظة).

كما يجدر الإشارة إلى أن هذه الطريقة أو المعالجة حيث فقط للنظم أو المعادلات التفاضلية الخطية أي أنه في صورة انعدام الخطية لا يمكن الحديث عن قيمة ممتلكة.

كما أن القيمة الممتلكة تعلمنا إذا كان نظام ما مستقرا (إذا كانت القيمة الممتلكة سالبة) أو غير مستقر (إذا كانت القيمة موجبة). وهي كذلك دليل على سرعة النظام أو سرعة رده (إذا كانت القيمة المطلقة للقيمة الممتلكة كبيرة فإن النظام سريع أي سرعة ردة فعله سريعة).

## الحساب
det(λI-A)=0
حيث Ι هي المصفوفة الوحدة

## التاريخ
عادة ما تذكر القيم الذاتية في مجال الخط الجبري أو نظرية المصفوفات[ ؟ ]، ولكن من الناحية التاريخية، برزت خلال دراسة الصيغ التربيعية والمعادلات التفاضلية.
في القرن الثامن عشر، درس ليونهارت أويلر حركة دوران جسم صلب مكتشفا أهمية المحاور الأساسية.
انظر إلى متعددة حدود مميزة.

## تطبيقات

### معادلة شرودنغر
انظر معادلة شرودنغر.